# Mauro Biglino
Mauro Biglino (Torino, 13 de setembro de 1950) é um autor, ensaísta e tradutor italiano. Valendo-se de sua capacidade de tradução dos textos bíblicos em aramaico, hebraico e grego, apresenta traduções alternativas literais aos textos originais canônicos, sem a hermenêutica cristã ou judaica monoteísta. Todavia, a despeito do valor inicial no trabalho acadêmico de tradução mais fidedigna, muito da sua obra é focada na interpretação questionável destes textos apresentando teorias da conspiração a respeito da bíblia e da história da Igreja, incluindo ufologia e a hipótese pseudocientífica dos astronautas antigos. Biglino declarou que suas teorias são amplamente baseadas nas teorias marginais de Erich von Däniken e Zecharia Sitchin.
Biglino participou na produção de edições interlineares em italiano dos livros dos Profetas menores. Ele também é coautor de quadrinhos baseados em seus livros.
Ele atuou no papel de si mesmo no filme Creators: The Past, uma produção italiana lançada em 2020.